# Pacyfikacja wsi Majdan Nowy
Pacyfikacja wsi Majdan Nowy – masowy mord na ludności cywilnej, połączony z niszczeniem mienia, dokonany przez okupantów niemieckich 24 czerwca 1943 roku we wsi Majdan Nowy na Zamojszczyźnie.
Pacyfikacja Majdanu Nowego była elementem szerszej akcji pacyfikacyjno-wysiedleńczej prowadzonej przez Niemców na terenie powiatu biłgorajskiego. Oddziały SS wsparte przez ukraińskich kolaborantów spaliły wieś i zamordowały od 28 do 36 mieszkańców, w tym kobiety i dzieci.

## Geneza
Majdan Nowy jest wsią położoną w powiecie biłgorajskim, w gminie Księżpol (do 1954 w gminie Sól). Pierwszej zbrodni niemieccy okupanci dopuścili się tam 28 grudnia 1942 roku. Zamordowano wtedy 7 osób (Jana Gnidułę, Katarzynę Kowal, Józefa Kowala, Mariannę Łubiarz, Anastazję Łubiarz, Kazimierza Szabata, Katarzynę Margol), jakoby podejrzewanych o udzielanie pomocy Żydom. Niemcy mieli także spalić 10 budynków.
Jesienią 1942 roku pod kierownictwem dowódcy SS i policji na dystrykt lubelski, SS-Brigadeführera Odilo Globocnika, rozpoczęto na Zamojszczyźnie szeroko zakrojoną operację wysiedleńczą. Jej celem było wypędzenie z tego regionu około 100 tys. Polaków, na których miejsce zamierzano sprowadzić niemieckich kolonistów, przede wszystkim volksdeutschów ze Słowenii, Lotaryngii i Besarabii. Pierwsze wysiedlenia przeprowadzono w nocy z 27 na 28 listopada 1942 roku. Do końca grudnia akcją objęto 60 wsi zamieszkanych przez ok. 34 tys. Polaków. Druga faza operacji trwała od połowy stycznia do końca marca 1943 roku i objęła przede wszystkim tereny powiatu hrubieszowskiego. Wysiedlono wtedy 63 wsie. 
Działania Niemców spotkały się z biernym oporem wysiedlanej ludności oraz ze zbrojną reakcją polskiego ruchu oporu. Oddziały partyzanckie Batalionów Chłopskich, Armii Krajowej i Gwardii Ludowej usiłowały powstrzymać ekspedycje pacyfikacyjno-wysiedleńcze, atakowały niemieckie obiekty gospodarcze i komunikacyjne, a także przeprowadzały akcje odwetowe we wsiach zasiedlonych przez niemieckich kolonistów. Opór stawiany przez polską partyzantkę w połączeniu z trudną sytuacją wojsk niemieckich na froncie wschodnim zmusiły okupantów do przejściowego wstrzymania wysiedleń.

## Przebieg pacyfikacji
Pod koniec czerwca 1943 roku Niemcy wznowili operację wysiedleńczą; objęła ona w szczególności wsie w powiecie biłgorajskim. Wypędzaniu polskiej ludności towarzyszyły zakrojone na szeroką skalę akcje pacyfikacyjne i antypartyzanckie. Tego lata w ramach tzw. akcji Werwolf okupanci przeprowadzili egzekucje w 163 zamojskich wsiach, mordując około 1000 Polaków.
24 czerwca Majdan Nowy został otoczony przez oddziały SS wspierane przez ukraińskich kolaborantów. Niemcy całkowicie zablokowali dostęp do wsi, zabraniając zarówno jej opuszczania, jak i wchodzenia na jej teren. Spowodowało to wybuch paniki. Mieszkańcy zaczęli wynosić dobytek z gospodarstw, spodziewając się rychłego wysiedlenia. Wkrótce między zabudowaniami zaczął krążyć samochód pancerny, który prowadził rozpoznanie.
Po kilku godzinach Niemcy zwinęli posterunki i wycofali się na pewną odległość od wsi. Odjechał również wspomniany samochód  pancerny. Gdy ludność doszła do przekonania, że okupanci zrezygnowali z wysiedlenia, wieś została ostrzelana przez niemiecką artylerię polową. Zabudowania stanęły w płomieniach, a wielu mieszkańców zostało zabitych lub rannych. Do osób, które usiłowały się wymknąć z Majdanu, Niemcy otwierali ogień z broni maszynowej.
Po upływie mniej więcej godziny do wsi wkroczyły niemieckie oddziały piesze. Według relacji jednego ze świadków wielu esesmanów było pod wpływem alkoholu. Napotkanych mieszkańców zabijali bez względu na wiek, czy płeć. Dobijali również osoby, które zostały ranne w czasie ostrzału artyleryjskiego, oraz podpalali zabudowania. Część ludności zdołała się wymknąć ze wsi. Niemcy wycofali się po około dwóch godzinach.
W zależności od źródła liczbę ofiar pacyfikacji szacuje się na 28, 34 lub 36 osób. Udało się ustalić nazwiska 28 zamordowanych. Znajdowało się wśród nich dziesięć kobiet oraz dwoje dzieci poniżej 15. roku życia. Najmłodsza ofiara liczyła 2 lata, najstarsza 68 lat. Zniszczeniu uległo 58 gospodarstw.
2 lipca Niemcy powrócili do Majdanu Nowego. Mieszkańcy, którym udało się przeżyć pacyfikację, zostali wtedy wywiezieni na roboty przymusowe lub do obozu koncentracyjnego na Majdanku. Łącznie między 26 czerwca a 10 lipca z wszystkich dziewięciu gromad w gminie Sól  wysiedlono około 2589 osób, w większości mężczyzn. Pacyfikacja Majdanu Nowego została odnotowana w raportach Polskiego Państwa Podziemnego.